# Denis Istomin
Denis Olegowitsch Istomin (russisch Денис Олегович Истомин; * 7. September 1986 in Orenburg, Russische SFSR, Sowjetunion) ist ein ehemaliger usbekischer Tennisspieler.

## Leben und Karriere
Seine Eltern Oleg, ein Usbeke, und Klawdija zogen mit ihm drei Monate nach seiner Geburt nach Taschkent, wo er gemeinsam mit einem Bruder aufwuchs. Er begann mit fünf Jahren, Tennis zu spielen. Seine Mutter ist Tennistrainerin. Aufgrund eines Autounfalls im Jahr 2001 musste er zwei Jahre lang pausieren. Anfangs meinten seine Ärzte, dass er wohl niemals wieder einen Tennisschläger würde halten können, doch im April 2003 begann er wieder mit dem Training.
2006 erhielt Istomin eine Wildcard für die Australian Open, schied jedoch bereits in der ersten Runde gegen den späteren Turniersieger Roger Federer, die damalige Nummer 1 der Weltrangliste, aus. 2008 erreichte er beim selben Turnier die zweite Runde, in der er gegen Lleyton Hewitt verlor.
2012 nahm er an den Olympischen Spielen teil, bei denen er in der Einzelkonkurrenz das Achtelfinale erreichte. Dort unterlag er wiederum Federer glatt in zwei Sätzen.
2017 schlug er bei den Australian Open in der zweiten Runde überraschend den an Nummer zwei gesetzten Novak Đoković in fünf Sätzen. In der dritten Runde besiegte er zudem Pablo Carreño Busta, scheiterte dann aber im Achtelfinale an Grigor Dimitrow.
2018 gewann er die Goldmedaille im Einzel bei den Asienspielen.
Denis Istomin spielte seit 2005 für die usbekische Davis-Cup-Mannschaft.
Im Februar 2024 gab er sein Karriereende bekannt.

## Erfolge
| Legende (Anzahl der Siege)  |
| Grand Slam                  |
| ATP World Tour Finals       |
| ATP World Tour Masters 1000 |
| ATP World Tour 500          |
| ATP World Tour 250 (5)      |
| ATP Challenger Tour (22)    |

| ATP-Titel nach Belag |
| Hartplatz (3)        |
| Sand (1)             |
| Rasen (1)            |

### Einzel

#### Turniersiege

##### ATP World Tour
| Nr. | Datum           | Turnier        | Belag     | Finalgegner      | Ergebnis   |
| --- | --------------- | -------------- | --------- | ---------------- | ---------- |
| 1.  | 27. Juni 2015   | ATP Nottingham | Rasen     | Sam Querrey      | 7:61, 7:66 |
| 2.  | 1. Oktober 2017 | Chengdu        | Hartplatz | Marcos Baghdatis | 3:2 aufgg. |

##### ATP Challenger Tour
| Nr. | Datum              | Turnier       | Belag     | Finalgegner           | Ergebnis               |
| --- | ------------------ | ------------- | --------- | --------------------- | ---------------------- |
| 1.  | 27. August 2005    | Buxoro (1)    | Hartplatz | Ilija Bozoljac        | 6:4, 6:72, 6:5 Aufgabe |
| 2.  | 18. August 2007    | Buxoro (2)    | Hartplatz | Amir Weintraub        | 3:6, 6:1, 6:4          |
| 3.  | 25. August 2007    | Qarshi (1)    | Hartplatz | Marsel İlhan          | 6.1, 6:4               |
| 4.  | 16. August 2008    | Buxoro (3)    | Hartplatz | Illja Martschenko     | 4:6, 6:2, 6:4          |
| 5.  | 23. August 2008    | Qarshi (2)    | Hartplatz | Michail Jelgin        | 6:3, 7:64              |
| 6.  | 13. August 2011    | Samarqand     | Sand      | Malek Jaziri          | 7:62, 0:0 Aufgabe      |
| 7.  | 27. August 2011    | Qarshi (3)    | Hartplatz | Blaž Kavčič           | 6:3, 1:6, 6:1          |
| 8.  | 18. September 2011 | Istanbul      | Hartplatz | Philipp Kohlschreiber | 7:66, 6:4              |
| 9.  | 24. September 2011 | Taschkent (1) | Hartplatz | Jürgen Zopp           | 6:4, 6:3               |
| 10. | 17. Oktober 2015   | Taschkent (2) | Hartplatz | Lukáš Lacko           | 6:3, 6:4               |
| 11. | 9. September 2018  | Chicago       | Hartplatz | Reilly Opelka         | 6:4, 6:2               |
| 12. | 6. Oktober 2018    | Almaty        | Hartplatz | Nikola Milojević      | 6:74, 7:65, 6:2        |

#### Finalteilnahmen
| Nr. | Datum            | Turnier   | Belag         | Finalgegner        | Ergebnis      |
| --- | ---------------- | --------- | ------------- | ------------------ | ------------- |
| 1.  | 28. August 2010  | New Haven | Hartplatz     | Serhij Stachowskyj | 6:3, 3:6, 4:6 |
| 2.  | 19. Februar 2012 | San José  | Hartplatz (i) | Milos Raonic       | 6:73, 2:6     |
| 3.  | 4. August 2018   | Kitzbühel | Sand          | Martin Kližan      | 2:6, 2:6      |

### Doppel

#### Turniersiege

##### ATP World Tour
| Nr. | Datum            | Turnier     | Belag         | Partner           | Finalgegner                        | Ergebnis          |
| --- | ---------------- | ----------- | ------------- | ----------------- | ---------------------------------- | ----------------- |
| 1.  | 20. Oktober 2013 | Moskau      | Hartplatz (i) | Michail Jelgin    | Ken Skupski Neal Skupski           | 6:2, 1:6, [14:12] |
| 2.  | 9. Februar 2014  | Montpellier | Hartplatz (i) | Nikolai Dawydenko | Marc Gicquel Nicolas Mahut         | 3:6, 6:4, [10:2]  |
| 3.  | 2. August 2015   | Gstaad      | Sand          | Aljaksandr Bury   | Oliver Marach Aisam-ul-Haq Qureshi | 3:6, 6:2, [10:5]  |

##### ATP Challenger Tour
| Nr. | Datum            | Turnier              | Belag         | Partner           | Finalgegner                              | Ergebnis           |
| --- | ---------------- | -------------------- | ------------- | ----------------- | ---------------------------------------- | ------------------ |
| 1.  | 20. Mai 2005     | Fargʻona             | Hartplatz     | Murod Inoyatov    | Lu Yen-hsun Danai Udomchoke              | 6:1, 6:3           |
| 2.  | 22. Juli 2006    | Pensa (1)            | Hartplatz     | Murod Inoyatov    | Denis Mazukewitsch Artem Sitak           | 6:1, 6:3           |
| 3.  | 13. August 2006  | St. Petersburg       | Sand          | Murod Inoyatov    | David Guez Édouard Roger-Vasselin        | 4.6, 6:4, [10:5]   |
| 4.  | 25. Juli 2008    | Pensa (2)            | Hartplatz     | Jewgeni Kirillow  | André Ghem Boy Westerhof                 | 6:2, 3:6, [10:6]   |
| 5.  | 2. August 2008   | Saransk              | Sand          | Jewgeni Kirillow  | Alexander Krasnoruzki Denis Mazukewitsch | 6:2, 7:69          |
| 6.  | 11. Oktober 2009 | Mons                 | Hartplatz (i) | Jewgeni Koroljow  | Alejandro Falla Teimuras Gabaschwili     | 6:74, 7:64, [11:9] |
| 7.  | 18. Oktober 2009 | Taschkent (1)        | Hartplatz     | Murod Inoyatov    | Jiří Krkoška Lukáš Lacko                 | 7:64, 6:4          |
| 8.  | 14. Oktober 2016 | Taschkent (2)        | Hartplatz     | Michail Jelgin    | Andre Begemann Leander Paes              | 6:4, 6:2           |
| 9.  | 27. Oktober 2019 | Liuzhou              | Hartplatz     | Michail Jelgin    | Nam Ji-sung Song Min-kyu                 | 3:6, 6:4, [10:6]   |
| 10. | 29. Oktober 2022 | St. Ulrich in Gröden | Hartplatz (i) | Jewgeni Karlowski | Marco Bortolotti Sergio Martos Gornés    | 6:3, 7:5           |

#### Finalteilnahmen
| Nr. | Datum              | Turnier        | Belag         | Partner        | Finalgegner                     | Ergebnis  |
| --- | ------------------ | -------------- | ------------- | -------------- | ------------------------------- | --------- |
| 1.  | 7. Oktober 2012    | Peking         | Hartplatz     | Carlos Berlocq | Bob Bryan Mike Bryan            | 3:6, 2:6  |
| 2.  | 22. September 2013 | St. Petersburg | Hartplatz (i) | Dominic Inglot | David Marrero Fernando Verdasco | 6:76, 3:6 |